# Cinclodes albiventris
La remolinera común meridional (Cinclodes albiventris), también denominada churrete de alas cremas (en Chile) o de ala crema (en Perú), remolinera acanelada (en Argentina) o remolinera andina (en Argentina), es una especie de ave paseriforme perteneciente al género Cinclodes de la familia Furnariidae. Es nativa de la región andina del centro-oeste de América del Sur.

## Hábitat y distribución
Esta especie habita en el centro de la región andina, y en arroyos del altiplano de la Puna, desde el norte del Perú, el oeste de Bolivia, y el noreste de Chile, hasta el noroeste de la Argentina, en las provincias de Jujuy, y Salta. Vive en altitudes entre 3500 y los 4500 m, aunque en invierno puede ser encontrada en sectores de altitud algo inferior.

## Descripción
Mide entre 15 y 19 cm de longitud total y pesa entre 20 y 33 g. El iris es pardo. el pico es negruzco, con la base de la mandíbula más claro. Las patas son pardas. Presenta un dorso pardo con banda alar blancuzco-ocanelada característica, e igual tonalidad en el borde apical de la cola. Sobre los ojos muestra una ceja ocrácea. El plumaje ventral es blancuzco en la garganta —algo punteada—, que pasa en el pecho a ceniciento, y finalmente a blancuzco en el abdomen.

## Comportamiento

### Alimentación
Su dieta consiste de invertebrados, también semillas. Las presas registradas incluyen coleópteros de las familias Carabidae y Tenebrionidae, también varias moscas (Diptera).

### Reproducción
Nidifica entre los meses de noviembre y diciembre. Construye un nido oculto y elaborado, en huecos, grietas entre piedras, túneles o cuevas. A baja y mediana altura. Acolcha la base de la cámara con pelusas vegetales suaves, pajitas, pelos, cerdas, lanas y plumas. La postura es de dos a tres huevos ovoidales blancos que miden, en promedio, 19 x 24 mm.

## Sistemática

### Descripción original
La especie C. albiventris fue descrita por primera vez por los ornitólogos alemanes Rodolfo Amando Philippi y Christian Ludwig Landbeck en 1861 bajo el nombre científico Upucerthia albiventris; su localidad tipo es: «cerca de Arica, Chile».

### Etimología
El nombre genérico masculino «Cinclodes» deriva del género Cinclus, que por su vez deriva del griego «kinklos»: ave desconocida a orilla del agua, y «oidēs»: que recuerda, que se parece; significando «que se parece a un Cinclus»; y el nombre de la especie «albiventris», proviene del latín «albus»: blanco, y «ventris»: vientre, significando «de vientre blanco».

### Taxonomía
La presente especie y Cinclodes albidiventris, antes tratadas como subespecies de Cinclodes fuscus, fueron separadas con base en los estudios filogenéticos de Sanin et al (2009) que concluyeron que el amplio complejo C. fuscus era parafilético, lo que también ya había sido sugerido por autores anteriores y fue aprobado en la Propuesta N° 415 al Comité de Clasificación de Sudamérica (SACC). Estudios genético-moleculares posteriores de la familia Furnariidae corroboran lo expuesto.
Difiere de C. albidiventris en su banda alar crema y no castaña; en el distal de las rectrices externas pardo amarillo lechoso y no rufo; en las partes inferiores más claras y el pecho sin moteado; el canto que es ritmo más complejo. Difiere de C. fuscus en la banda alar crema y no pardo amarillenta; en las partes superiores gris oxidado y no gris; en las partes inferiores blancuzcas y no pardo amarillentas grisáceas; en sus hábitos residentes y no migratorios; y en el canto con una cantidad mayor de notas introductorias y finales y de frecuencia más alta.
Dentro del área de distribución de la subespecie nominal, el plumaje varía clinalmente de más oscura al norte a más clara al sur, también las aves de áreas más secas son más blancas que aquellas de las pendiente andinas húmedas. Las subespecies propuestas longipennis y rivularis se incluyen tentativamente en la nominal, dependiendo de más estudios.

### Subespecies
Según las clasificaciones del Congreso Ornitológico Internacional (IOC) y Clements Checklist v.2018, se reconocen cinco subespecies, con su correspondiente distribución geográfica:
- Cinclodes albiventris albiventris (Philippi & Landbeck, 1861) – Andes desde el norte de Perú (Amazonas) hacia el sur hasta Bolivia, norte de Chile (al sur hasta Antofagasta) y noroeste de Argentina (Jujuy al sur hasta La Rioja).
- Cinclodes albiventris tucumanus Chapman, 1919 – noroeste de Argentina (Tucumán).
- Cinclodes albiventris rufus Nores, 1986 – noroeste de Argentina (Campo de Arenal, en Catamarca).
- Cinclodes albiventris yzurietae Nores, 1986 – noroeste de Argentina (Sierra del Manchao, en el sureste de Catamarca).
- Cinclodes albiventris riojanus Nores, 1986 – noroeste de Argentina (Sierra de Famatina, en La Rioja).